# Anatolij Bobrovskij
Anatolij Bobrovskij (russisk: Анатолий Алексеевич Бобровский) (født 14. februar 1929 i Moskva i det Sovjetunionen, død 20. august 2007 i Moskva i Sovjetunionen) var en sovjetisk filminstruktør, manuskriptforfatter og skuespiller.

## Filmografi
- Mumu (Муму, 1959)[1][2]
- Tjelovek bez pasporta (Человек без паспорта, 1966)
- Vozvrasjjenije Svjatogo Luki (Возвращение «Святого Луки», 1970)